# Giuseppe Sabalich
Giuseppe Sabalich (Zadar, 1856. – 1928.) jedan od najvažnijih kulturnih djelatnika u Zadru na prijelazu iz 19. u 20. stoljeće.
Svojim je prilozima dao važan prinos proučavanju kulturne prošlosti Zadra, autor je brojnih rasprava, među ostalim opsežne (više od 600 stranica velikog formata) monografije - Cronistoria aneddotica del Nobile Teatro di Zara (1781. – 1881.) - knjige koja je u Rijeci i Zadru izlazila u nastavcima od 1904. do 1922. godine. Danas je međutim slabo poznat. Njegovi tekstovi privlače pažnju tek uskog kruga stručnjaka, a valorizacije su nerijetko opterećene političkim sudovima. U najnovije vrijeme postoji intencija ponovnoga preispitivanja uloge talijanskih pisaca u korpusu hrvatske kulture i znanstvene misli, pa neki Sabalicha pišu Josip Sabalić, međutim Giuseppe Sabalich je sam odabrao svoju nacionalnu pripadnost i svoj potpis. 
Rođen u Zadru, prve godine školovanja proveo je Veneciji, da bi se kao desetogodišnjak vratio s roditeljima u rodni grad. U Zadru je pohađao gimnaziju, a pravo je diplomirao u Grazu. Na mladog Sabalicha odlučujuće je utjecao gimnazijski profesor povijesti Vitaliano Brunelli, predsjednik lokalne Lega Nazionale, kasnije osnivač historiografske publikacije La rivista dalmatica. Zadarska gimnazija bila je intelektualno središte talijanskog nacionalizma u Dalmaciji, a među Brunellijevim đacima bili su Lorenzo Benvenia, Arnolfo Bacotich, Tullio Erber i Giuseppe Praga, kasnije svi od reda istaknuti iredentistički povjesničari i političari u prvim desetljećima 20. stoljeća. 
Sabalich je bio agilan osnivač časopisa La Palestra (1878.) i Scintille (1886.), urednik još nekih listova, pisao je mnogo i o raznim temama. Proučavao je spomeničku baštinu, objavljivao pjesničke zbirke na zadarsko-venecijanskom dijalektu, pisao o arheologiji, povijesti i povijesti umjetnosti. Sugrađanima je bio poznat kao fobičar (trpio je od agorafobije i talasofobije), usamljenik koji je popodneva provodio pognut nad knjigama u kutu knjižare »Libreria Nani«. Za vjerovati je da je od majke Ruže Vuković naučio barem osnove hrvatskoga jezika, makar to ničim nije razvidno iz njegovih spisa. Čini se da je suvremenicima bio poznat po dramama što su ih talijanske glumačke družine s uspjehom izvodile na talijanskim i europskim pozornicama. Taj svojedobno popularni dramski opus tek čeka pažljivi studij. Sabalich je proučavao i povijest kazališta, o čemu je pisao na više mjesta, a posebno u studijama o Suppéu i monografiji Cronistoria aneddotica del Nobile Teatro di Zara (1781–1881). 
Studija o Franzu von Suppèu (1819. – 1895.) - prvotno objavljena u tri nastavka u časopisu Cronaca dalmatica, a onda i kao zasebni separat, nevelika je monografija, utemeljena ponajviše na građi iz novinskih članaka. Pozitivistički je to pregled operetnog stvaralaštva ovog bečkog skladatelja rođenog Splićanina, koncizni članak pun pouzdanih biografskih i bibliografskih podataka. Ta slabo poznata studija pokazuje metodologiju razrađenu u monografiji o zadarskome kazalištu. Ako je Sabalichev rad o Suppéu zaboravljen, jer se nekako dogodilo da je taj svojedobno često izvođeni operetni majstor danas pao u posvemašnji zaborav, teško je naći opravdanja za ignoriranje studije o Teatro Nobile. Sabalicheva studija o zadarskom "Plemićkom kazalištu", objavljena u četrdeset i četiri nastavka u razdoblju od 1904. do 1922. u časopisu Rivista Dalmatica na sveukupno 342 stranice velikoga folio formata, najobimnija je i najtemeljitija studija o jednom kazalištu na hrvatskom tlu. A tijekom 19. stoljeća Teatro Nobile bila je upravo najvažnija operna kuća u Hrvatskoj. Unatoč tome, povijesti hrvatskoga kazališta i glazbe Sabalicha navode usput ili nikako. 
Cronostoria je po svemu sudeći najambicioznije Sabalichevo djelo. Građu za povijest zadarskoga Teatro Nobile sakupljao je godinama, istraživao je zadarske i talijanske arhive, služio se naročito izdašno privatnim bibliotekama, koje su mnoge netragom nestale tijekom bombardiranja Zadra u Drugom svjetskom ratu. Ono što nisu uništili saveznički bombarderi, definitivno su dokrajčili partizani. Tako danas na mjestu gdje je nekoć bio Teatro Nobile nema više ni znaka kakvog prisjećanja, a pisana građa (dokumentacija, programi, libreta) o tom svojedobnom najaktivnijem kazalištu u južnoj Hrvatskoj najvećim je dijelom ili netragom nestala, ili je raznesena i teško pristupačna po talijanskim knjižnicama. 
No, Sabalich srećom svoju kronostoriju, makar s iredentističkih pozicija, ispisuje pozitivistički temeljito: donosi preslike naslovnica libreta i opernih plakata, fotografije skladatelja, glazbenika, impresarija. Služi se informacijama što ih pružaju tiskana libreta, pa tako prepisuje imena pjevača i orkestralnih solista, prepričava ili prepisuje posvete, komentira cijene ulaznica, opisuje cjelokupnu društvenu i duhovnu klimu u Zadru. Rezultat je knjiga prvorazredne vrijednosti, u kojoj je detaljno opisan međunarodni koncertni i operni program, što su ga ne samo u Zadar, nego i u Split i sve do Dubrovnika, donosile gostujuće talijanske operne družine. Iz Sabalicheve Cronostorije doznaje se kada su u hrvatskim krajevima prvi put gostovale opere Domenica Cimarose, Giovannija Paisiellea, Giacoma Rossinija ili Richarda Wagnera.